# Aintree Circuit
Der Aintree Circuit ist eine Motorsport-Rennstrecke in Aintree, England. Die Strecke liegt auf dem Gelände der Pferderennbahn Aintree Racecourse, auf der das bedeutende Pferdehindernisrennen Grand National ausgetragen wird. Zwischen 1955 und 1962 fand auf dem Kurs fünfmal der Große Preis von Großbritannien im Rahmen der Formel 1 statt. Aktuell wird nur noch der kürzere Clubkurs für Amateursportveranstalungen genutzt.

## Geschichte
Die Strecke wurde am 29. Mai 1954 eröffnet. Zur Zeit des Baus hatte Aintree den Vorteil, dass die Tribünen der Pferderennbahn mitgenutzt werden konnten.
1955 wurde hier erstmals der Große Preis von Großbritannien ausgetragen. Stirling Moss überquerte die Ziellinie knapp vor seinem Mercedes-Benz-Teamkollegen Juan Manuel Fangio im zweitengsten Zieleinlauf der Formel-1-Geschichte. 1957 wurde der britische Grand Prix erneut in Aintree ausgetragen. Stirling Moss gewann zusammen mit Tony Brooks in einem Vanwall. Dies war der erste Sieg für einen britischen Rennwagen in einem WM-Lauf. 1959 sicherte sich Jack Brabham in einem Cooper den Sieg in Aintree. 1961 gewann Wolfgang Graf Berghe von Trips in einem Ferrari und 1962 siegte Jim Clark.
Daneben fand mit dem Aintree 200 elfmal ein Formel-1-Rennen ohne Weltmeisterschaftsstatus auf dem Circuit statt.
Sicherheitsbedenken sorgten dafür, dass der britische Grand Prix nach 1962 nicht mehr in Aintree ausgetragen wurde. Im Oktober 1994 wurde im Infield der Rennstrecke ein Golfplatz eröffnet.

## Statistik

### Alle Sieger von Formel-1-Rennen in Aintree
| Nr. | Jahr | Fahrer                     | Konstrukteur | Motor    | Reifen | Zeit        | Runden | Ø-Tempo      | Datum     | GP von         |
| --- | ---- | -------------------------- | ------------ | -------- | ------ | ----------- | ------ | ------------ | --------- | -------------- |
| 1   | 1955 | Stirling Moss              | Mercedes     | Mercedes | C      | 3:07:21,2 h | 90     | 139,155 km/h | 16.7.1955 | Großbritannien |
|     |      |                            |              |          |        |             |        |              |           | Großbritannien |
| 2   | 1957 | Tony Brooks/ Stirling Moss | Vanwall      | Vanwall  | P      | 3:06:37,8 h | 90     | 139,695 km/h | 20.7.1957 | Großbritannien |
|     |      |                            |              |          |        |             |        |              |           | Großbritannien |
| 3   | 1959 | Jack Brabham               | Cooper       | Climax   | D      | 2:30:11,6 h | 75     | 144,653 km/h | 18.7.1959 | Großbritannien |
|     |      |                            |              |          |        |             |        |              |           | Großbritannien |
| 4   | 1961 | Wolfgang von Trips         | Ferrari      | Ferrari  | D      | 2:40:53,6 h | 75     | 135,034 km/h | 15.7.1961 | Großbritannien |
| 5   | 1962 | Jim Clark                  | Team Lotus   | Climax   | D      | 2:26:20,8 h | 75     | 148,456 km/h | 21.7.1962 | Großbritannien |

Rekordsieger
Fahrer: Stirling Moss (2) • Fahrernationen: Großbritannien (3) • Konstrukteure: –– • Motorenhersteller: Climax (2) • Reifenhersteller: Dunlop (3)